# Suomunjärvi
Suomunjärvi är en sjö i Finland. Den ligger i kommunen Lieksa i landskapet Norra Karelen, i den östra delen av landet, 400 km nordost om huvudstaden Helsingfors. Suomunjärvi ligger 152 meter över havet. Den är 23,6 meter djup. Arean är 6,63 kvadratkilometer och strandlinjen är 36,83 kilometer lång. Sjön  ingår i Vuoksens huvudavrinningsområde.   
I övrigt finns följande i Suomunjärvi:
- Siponsaari (en ö)
- Tapionsaari (en ö)
- Tyräsaari (en ö)
- Lapinsaari (en ö)
- Louhelansaari (en ö)
- Lehtosaaret (en ö)
- Kukkosaari (en ö)